# Papilio paeon
Espèce
Papilio paeon ou Machaon à bandes droites est une espèce de lépidoptères (papillons) de la famille des Papilionidae. Cette espèce est présente en Amérique centrale et dans la Cordillère des Andes.

## Description

### Imago
L'imago fait entre 10 et 11 cm d'envergure. À l'avers les ailes sont noires. Les ailes antérieures portent une bande transversale blanc crème, une série de macules submarginales de même couleur et quelques macules supplémentaires au-dessus de la cellule. La cellule portent de fines rayures légèrement plus claires. Les ailes postérieures portent une bande crème dans le prolongement de celle des ailes antérieures et une série de macules submarginales de même couleur. Elles sont prolongées par des queues et portent un point orange surmonté d'une lunule bleue dans l'angle anal. 

Au revers les ailes sont à dominante blanc crème. Les ailes antérieures portent des motifs similaires à l'avers, mais les parties noires paraissent en partie effacées. Les ailes postérieures sont blanc crème bordées de noir et portent une série médiane de lunules bleues et une tâche orangée.

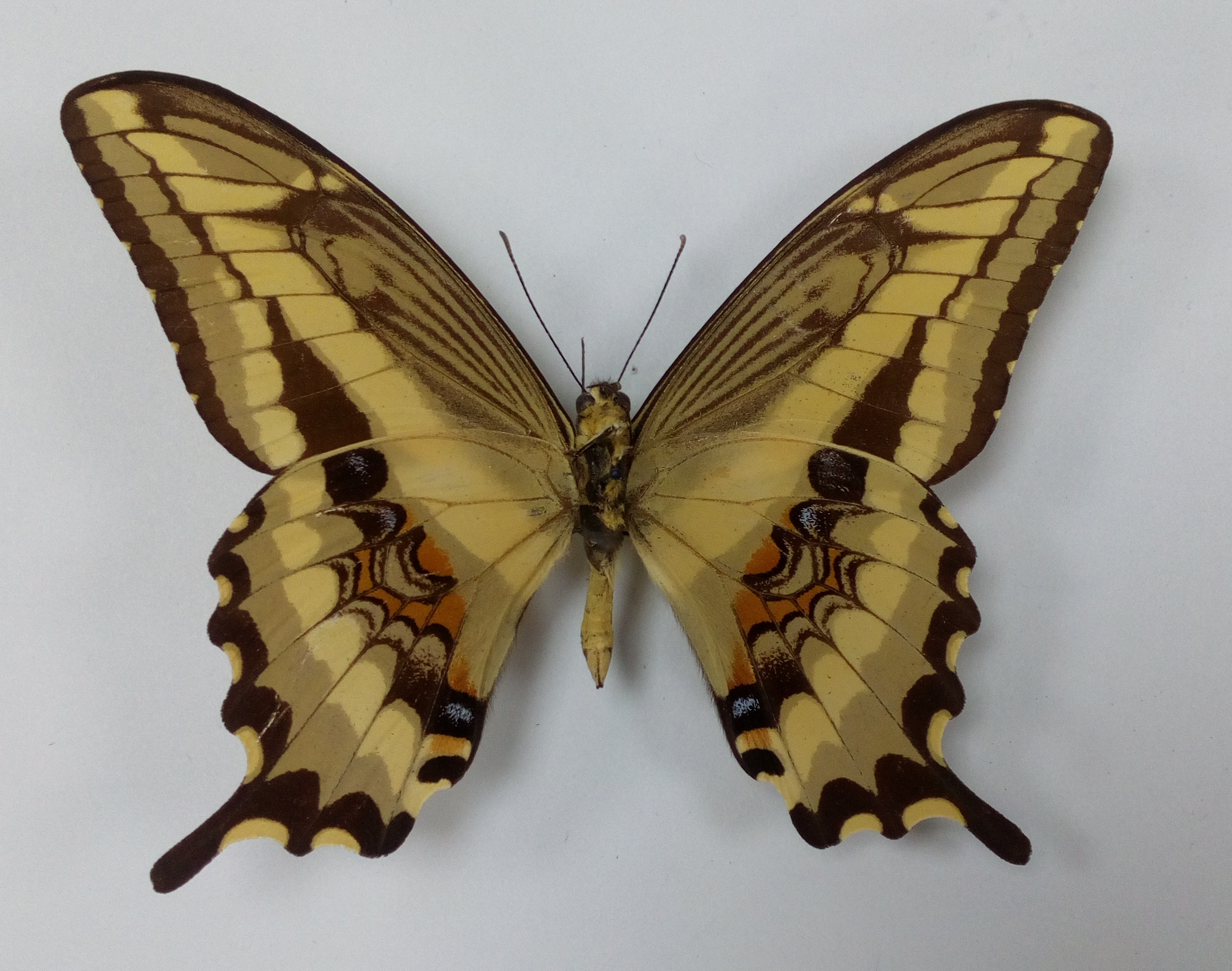
Papilio paeon, revers
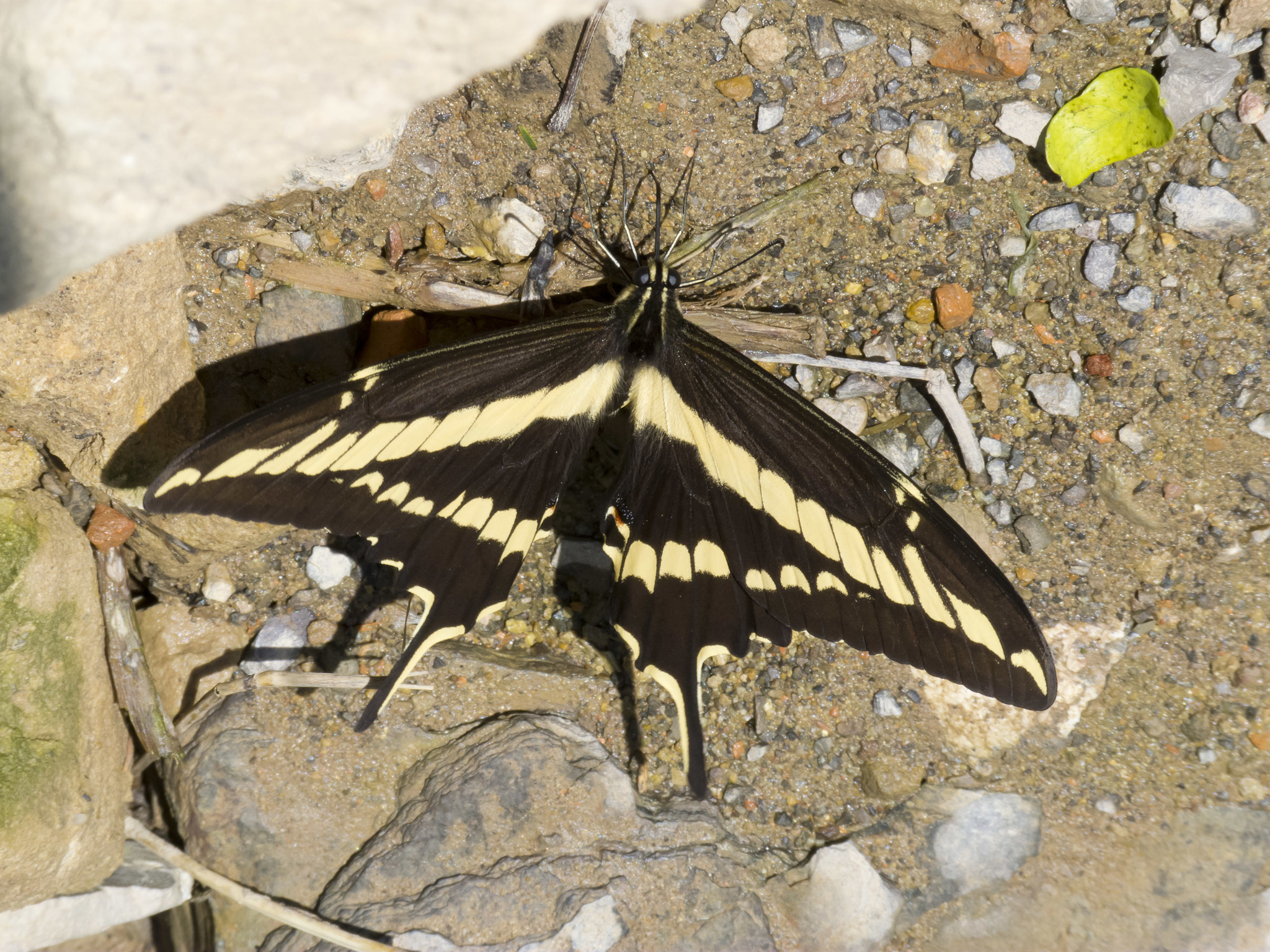
Papilio paeon dans son milieu naturel

### Juvéniles
La chenille est marron foncé avec des macules brun rouge et de fines stries blanches. L'arrière du corps est blanc et le milieu du corps porte une large macule blanc jaunâtre. La chrysalide porte une excroissance dans le dos et imite un morceau de bois.

## Écologie
La femelle pond ses œufs sur des plantes de la famille des Ombellifères et des Rutacées. Comme toutes les espèces de Papilionides les chenilles portent derrière la tête un osmeterium, organe fourchu qui émet une substance qui repousse les prédateurs. Arrivée à maturité la chenille se change en chrysalide sur une branche. La chrysalide est maintenue à la verticale par une ceinture de soie.

## Habitat et répartition
Papilio paeon est un papillon américain présent en Amérique centrale (Costa Rica, Panama) et dans la Cordillère des Andes (Vénézuela, Équateur, Colombie, Bolivie, Pérou, Chili).

## Systématique
L'espèce Papilio paeon a été décrite pour la première fois en 1836 par l'entomologiste Boisduval dans son Histoire naturelle des insectes. Cette espèce est placée dans le sous-genre Heraclides qui comprend une trentaine d'espèces de Papilio américain, et est parfois nommé Heraclides paeon.

### Sous-espèces
- P. p. paeon : Équateur, Pérou, Bolivie
- P. p. thrason C. & R. Felder, 1865 : Costa Rica, Vénézuela, Colombia
- P. p. escomeli Cockerell, 1927 : Pérou

## Papilio paeonet l'Homme

### Nom vernaculaire
L'espèce est appelée "Straight-banded swallowtail" en anglais.

### Menaces et conservation
Papilio paeon n'est pas évalué par l'UICN.